# ФК Лига де Кито
Вижте пояснителната страница за други значения на Лига Депортива Университария.
Лига Депортива Университария де Кито (на испански: Liga Deportiva Universitaria de Quito), по-известен като Лига де Кито, е еквадорски футболен отбор от столицата Кито.
Това е единственият отбор от тази държава, печелил международни титли – Копа Либертадорес през 2008 г. и Рекопа Судамерикана през 2009 г. Освен това е деветкратен шампион на Еквадор, по този показател е на четвърто място в Еквадор.

## История
Историята на отбора може да бъде проследена до 1918 г., когато студенти от Универсидад Сентрал дел Екуадор сформират футболен тим. На 11 януари 1930 г. под ръководството на д-р Боливар Леон официално е основан спортен клуб Лига Депортива Университария де Кито, който в ранните си години освен футбол, практикува и други спортове като баскетбол, лека атлетика, бокс, бейзбол, плуване, тенис на маса и шахмат. Д-р Леон измисля дизайна на първия екип на отбора – червена буква U върху бяла фланелка. Сред първите играчи са Карлос Андраде Марин, Освалдо Москера, Алфонсо Севалоси Алфонсо Троя, Хорхе Сапатер, Едуардо Флорес, Сезар Гонсалес и др. Още през 1932 г. ЛДУ печели първата си титла, ставайки шампион на аматьорското първенство на провинция Пичинча (по това време футболът се практикува все още на аматьорско ниво, а освен това няма общонационално аматьорско първенство). Студентите печелят това първенство още два пъти – през 1952 и 1953 г.
През 1954 г. аматьорската футболна асоциация на Пичинча се трансформира в професионална и започва да организира професионално първенство за отборите от Кито и Амбато. Това е Кампеонато Професионал Интерандино, който заедно със стартиралия четири години по-рано Кампеонато Професионал де футбол де Гуаякил представлява най-високото ниво на футбола в страната. Победителите в тях обаче не се водят като шампиони на Еквадор до 1957 г., когато първите два (по-късно четири) отбора от всяко първенство започват да играят мачове помежду си за тази титла. ЛДУ не успява да спечели този финален турнир, въпреки че доминира в Интерандино с шест титли (1954, 1958, 1960, 1961, 1966, 1967) и пет втори места. Първите чужденци в отбора идват в края на 1950-те и през 1960-те години – сред тях са бразилецът Жозе Гомеш Ногейра, чилиецът Роман Сото и парагваецът Хосе Мария Окампо и уругваецът Франсиско Бертоки.
През 1967 г. вместо регионални турнири започва да се организира едно общонационално първенство – Серия А. ЛДУ се започва участието си в него през 1968 г. и само година по-късно триумфира за първи път в историята си като шампион на Еквадор. В този шампионски отбор освен Жозе Гомеш Ногейра и Франсиско Бертоки личат имената на Хорхе Тапия, Армандо Лареа, Карлос Риос, Сантяго Але, Енрике Портия и Рамиро Тобар. Успехът осигурява на ЛДУ правото на участие в турнира Копа Либертадорес, където достига втората фаза, а Бертоки и Оскар Мас от Ривър Плейт стават голмайстори с по 9 гола. Успехите на ЛДУ обаче не траят дълго – през 1972 г. отборът завършва на предпоследно място в осемчленната Серия А и тъй като в нея има място само за четири отбора от провинция Пичинча, трябва да играе плейоф срещу най-добрия отбор от Пичинча в Серия Б – Универсидад Католика. ЛДУ губи мача и изпада в Серия Б, а след това и в по-долна дивизия. През 1974 г. отборът отново е в Серия А и дори успява да спечели втората си шампионска титла, а година по-късно – и третата. При съответните участия в Копа Либертадорес тимът стига два пъти до полуфинал. В основата на тези поредни успехи са колумбийският треньор Лионел Монтоя и играчите Поло Карера, Оскар Субия, Хорхе Тапия, Густаво Тапия, Валтер Маесо, Хуан Карлос Гомес, Рамиро Тобар, Хуан Хосе Перес и Роберто Сусман.
Контрастирайки на успехите от 1970-те, 1980-те години са безплодни, като най-добрите постижения са второ място през 1981 г., участие в Копа Либертадорес през 1982 г. и голмайсторската титла на Пауло Сезар през 1981 г.
От 1990 г. насам ЛДУ отново е в период на успехи, добавяйки във витрината си още шест шампионски титли – през 1990, 1998, 1999, 2003, 2005 A и 2007. През 2004 г. отборът за играе полуфинал за Копа Судамерикана. На 2 юли 2008 г. триумфира с трофея след 4:2 в първия и 1:3 във втория мач срещу бразилския Флуминензе и 3:1 при изпълнението на дузпи. В герой за ЛДУ се превръща ветеранът Хосе Франсиско Севалос, който спасява три дузпи. Голмайстори за отбора от Кито са Клаудио Билер, Хофре Герон, Хайро Кампос, Патрисио Урутия и Луис Боланьос, а при дузпите точни са Урутия, Франклин Салас и Герон. Победата дава право на участие в Световното клубно първенство през същата година. Там ЛДУ, първият участник в турнира, който не е от Бразилия или Аржентина, губи на финала от Манчестър Юнайтед с 1:0. През 2009 г. еквадорците печелят Суперкупата на Южна Америка – Рекопа Судамерикана, побеждавайки с 1:0 и 3:0 бразилския Интернасионал с голове на Билер (2), Карлос Еспинола и Енрике Вера.

## Стадион
До 1997 г. ЛДУ играе домакинските си мачове на Естадио Олимпико Атахуалпа, където освен него домакинстват националният отбор, Депортиво, Ел Насионал, Универсидад Католика и Аукас. Между 1995 и 1997 г. е построен нов стадион – Естадио де Лига Депортива Университария. Със своите 55.400 места той е най-големият в Кито и втори по големина в Еквадор, след този на Барселона (Гуаякил), който побира 83.835 зрители. Естадио де Лига Депортива е известен като Бялата къща (La Casa Blanca), защото отвънка е боядисан в бяло.

## Фенове
ЛДУ е отборът с най-много фенове в Кито и е на второ място по този показател в страната след Барселона (Гуаякил). Ултрасите наричат себе си Бялата смърт (La Muerte Blanca) и по време на домакинските мачове заемат южната трибуна на стадиона, подкрепяйки отбора с големи знамена, факли и барабани.

## Съперничества
Най-дългопродължаващото съперничество е с Аукас, отбор от Южен Кито, основан през 1945 г. Дербито между двата отбора е наречено Ел Суперкласико де Кито (Супердербито на Кито). Още първите срещи са много оспорвани. Аукас и Депортиво Еквадор трябва да определят отбора, който печели промоция в по-горна дивизия. Футболният съюз решава те спорят за мястото и с последния от първа дивизия – ЛДУ. В първата среща Аукас побеждава Депортиво, а след това Депортиво решава да се оттегли. На 11 февруари 1945 г. ЛДУ и Аукас завършват наравно. Седмица по-късно ЛДУ води до деведесатата минута с 2:1 и хронометристът обявява край на мача, но съдията не забелязва това и в 92-рата минута Аукас вкарва изравнително попадение. От ЛДУ настояват за смяна на рефера преди двете продължения по 15 минути, но искането им не е изпълнено. В продълженията не падат голове. След това е взето соломоновско решение и двата отбора да получат право да играят в горната дивизия. Най-големите победи на ЛДУ в дербито са 8:0 през 1989 г. и 6:0 през 1960 и 1964 г., а най-големите загуби – 7:0 през 1947 и 5:1 през 2004 г. От 2006 г. Ел Суперкласико не се провежда, защото Аукас изпада в Серия Б.
Други дербита с участието на ЛДУ са Ел Класико Капиталино срещу Депортиво (Кито), мачовете срещу Ел Насионал, ЕСПОЛИ, несъществуващия вече Политекнико, Барселона (Гуаякил) и Емелек.

## Емблема
Настоящата емблема на ЛДУ е бяла буква U на фона на обърнат равностранен триъгълник, който е наповина син и наполовина червен – цветовете на знамето на Кито. Въведена е през 1990-те години. Преди това емблемата е била червена буква U. След представянето на новата емблема през голяма част от времето над нея има няколко сини звезди, символизиращи шампионските титли на отбора. По-късно те са махнати, а след спечелването на Копа Либертадорес през 2008 г. са заменени от една жълта звезда. Втора жълта звезда е добавена след спечелването на Рекопа Судамерикана.

## Известни бивши играчи
| - Агустин Делгадо (2006 – 2009) - Алекс Агуинага (2004 – 2005) - Алексавдер Ескобар Ганан (1997 – 2000, 2002 – 2005) - Ариел Грасиани (2005 – 2006) - Дамиан Мансо (2007 – 2009) - Джовани Еспиноса (1997 – 2007) - Едуардо Хуртадо (1997 – 2000) - Елкин Мурило (2003 – 2006) - Иван Кавиедес (2008) - Карлос Тенорио (2001 – 2003) - Луис Боланьос (2002 – 2004, 2007 – 2008) | - Луис Капуро (1999 – 2003) - Луис Мигел Ескалада (2007) - Никсон Карселен (1996 – 2001, 2003 – 2004) - Оскар Субия (1972 – 1978) - Патрисио Урутия (2003 – 2009) - Рейналдо Навия (2008 – 2009) - Роберто Ортега (1058 – 1961) - Роберто Паласиос (2005 – 2006) - Франсиско Бертоки (1969 – 1970) - Хофре Гуерон (2006 – 2008) |

## Успехи

### Национални
- Серия А
  - Шампион – 9: 1969, 1974, 1975, 1990, 1998, 1999, 2003, 2005 A, 2007
  - Вицешампион – 3: 1977, 1981, 2008
- Серия Б
  - Шампион – 2: 1974 E1, 2001
  - Вицешампион – 1: 1978 E2
- Интерандино
  - Шампион – 6: 1954, 1958, 1960, 1961, 1966, 1967
  - Вицешампион – 5: 1955, 1956, 1963, 1964, 1965
- Аматьорско първенство на Пичинча
  - Шампион – 3: 1932, 1952, 1953

### Международни
- Копа Америка
  - Шампион – 1: 2008
  - Полуфиналист – 3: 1975, 1976
- Рекопа Судамерикана
  - Шампион – 1: 2009
- Копа Судамерикана
  - Полуфиналист – 1: 2004
- Световно клубно първенство
  - Финалист – 1: 2008
- Копа дел Пасифико (приятелски турнир)
  - Шампион – 1: 2008
- 'Копа Университария (приятелски турнир)
  - Шампион – 1: 1996